# Луций Папирий Курсор (консул 326 пр.н.е.)
Вижте пояснителната страница за други личности с името Луций Папирий Курсор.
Луций Папирий Курсор (на латински: Lucius Papirius Cursor) e генерал и политик на Римска република. Той принадлежи към патрицииския род Папирии, клон Курсори.
Допълнителното си име Курсор („бегач“), Папирий получава според Ливий, защото бил в състояние да изминава на ден големи разстояния в пълно снаряжение и изисквал същото и от подчинените му войници. Модерните изследователи смятат, че Папирий наследява своето когномен от дядо си или от баща си.
Папирий е пет пъти консул (326, 320, 319, 315 и 313 пр.н.е.), два пъти диктатор (325/324 и 309 пр.н.е.). Той е три пъти Magister equitum (340, 320 и 319 пр.н.е.) и празнува три пъти триумф (324, 319 и 309 пр.н.е.). През 325 пр.н.е. той е избран за „dictator rei gerundae causa“, за да води втората самнитска война (326 – 304 пр.н.е.), на която става главният герой.
Папирий е отличен генерал и мъж със староримска строгост и прилежност. През 324 пр.н.е. като диктатор той осъжда на смърт своя Magister equitum Квинт Фабий Максим Рулиан заради това, че нарушава заповедта му да не влиза в битка. Рулиан е помилван по-късно след молба на сената, народа и бащата на диктатора.
През 320 пр.н.е. Папирий отмъщава на самнитите заради римската загуба в битката при Каудинийските проходи. Връща всички загубени по-рано римски щандарти и заставя 7000 самнити да минат в „робство“. През 309 пр.н.е. той е избран отново за диктатор и побеждава самнитите при Лонгула. За победата си над тях, получава за втори път триумф.
Неговият син Луций Папирий Курсор e консул през 293 пр.н.е. и се бие успешно против самнитите.